# Kwestionariusz Przekonań na temat Leków
Kwestionariusz Przekonań na temat Leków (ang. Beliefs about Medicines Questionnaire, BMQ) jest narzędziem psychometrycznym do ilościowej oceny konstruktu, którym są przekonania na temat leków. Kwestionariusz dostępny jest w wielu wersjach językowych, w tym w wersji polskiej (BMQ-PL). Prawa autorskie do Kwestionariusza posiada prof. Robert Horne (University College London).

## Struktura
Narzędzie zbudowane jest z 18 pozycji testowych zgrupowanych w dwie sekcje: BMQ-Specific i BMQ-General. Sekcja BMQ-Specific (10 pozycji testowych) dotyczy leków indywidualnie stosowanych przez chorego a BMQ-General (8 pozycji testowych) dotyczy ogólnych przekonań na temat leków, również u osób nie stosujących ich. Ta część może być stosowana niezależnie od BMQ-Specific. Każda sekcja wykazuje konstrukcję dwuczynnikową. Szczegółowa struktura narzędzia została przedstawiona w Tabeli.
| Sekcja       | Czynnik            | Liczba pozycji testowych | Numer pozycji testowej włączanej do danego czynnika | Co bada? |
| BMQ-Specific | Specific-Necessity | 5                        | S1, S3, S4, S7, S10                                 | Stopień przekonań o potrzebie stosowania przepisanych pacjentowi leków                                                                      |
| BMQ-Specific | Specific-Concerns  | 5                        | S2, S5, S6, S8, S9                                  | Stopień przekonań o obawie przed groźbą uzależnienia i innymi negatywnymi skutkami działania leków oraz stopień zakłócenia życia przez leki |
| BMQ-General  | General-Overuse    | 4                        | G1, G4, G7, G8                                      | Stopień przekonań, że lekarze nadmiernie przepisują leki pacjentom                                                                          |
| BMQ-General  | General-Harm       | 4                        | G2, G3, G5, G6                                      | Stopień przekonań, że leki są szkodliwe, uzależniające, trujące i nie powinny być przyjmowane przez cały czas                               |

## Sposób oceny konstruktu
Pozycje testowe są oceniane za pomocą skali Likerta. Do każdego ze stwierdzeń w pozycji testowej respondent ustosunkowuje się wybierając jedną z pięciu opcji: „zdecydowanie zgadzam się”, „zgadzam się”, „nie jestem pewien / pewna”, „nie zgadzam się”, „zdecydowanie nie zgadzam się”. Każdej odpowiedzi przyporządkowuje się wartość od 5 („zdecydowanie zgadzam się”) do 1 („zdecydowanie nie zgadzam się”). Wynik kwestionariusza oblicza się sumując wartości dla każdego z czynników osobno.

### Necessity-Concerns Framework
Na podstawie wyników pomiaru przekonań na temat leków z użyciem BMQ-Specific zaproponowano teorię struktury „potrzeba-obawy” (ang. Necessity-Concerns Framework, NCF). Jej ilościową reprezentację oblicza się odejmując od sumy punktów czynnika Specific-Necessity sumę punktów czynnika Specific-Concerns. Ilościowa wartość reprezentująca NFC jest powiązana z przestrzeganiem zaleceń lekarskich (ang. adherence) i może służyć do badania i opisu tego zjawiska.

## Historia
BMQ został stworzony przez brytyjskich naukowców farmaceutów i psychologów Roberta Horne’a, John Weinmana i Maittew Hankinsa w 1999 roku. Doczekał się licznych wersji językowych m.in. francuskiej, niemieckiej, skandynawskich, czeskiej, maltańskiej, tureckiej, a także polskiej.

## BMQ-PL
Walidacji wersji polskiej Kwestionariusza Przekonań na temat Leków (BMQ-PL) dokonano w grupie chorych na choroby sercowo-naczyniowe. Forma semantyczna kwestionariusza okazała się jednoznaczna i prosta w odbiorze. Struktura czynnikowa BMQ-PL odpowiadała strukturze wersji oryginalnej Kwestionariusza. Spójność wewnętrzna czynników była zadowalająca, jednak nieco niższa dla czynników BMQ-General, co było zgodne z innymi wersjami językowymi BMQ. Tę niższą spójność BMQ-General przypisuje się współkorelacjom pozycji testowych General-Overuse i General-Harm. Wyniki BMQ-PL korelują z przestrzeganiem zaleceń lekarskich zgodnie z teorią NCF u chorych ambulatoryjnych, ale nie u hospitalizowanych.
BMQ-PL, jako pierwsza wersja językowa BMQ, doczekała się także wersji dla osób z wykształceniem medycznym (BMQ-PL-Med). Sekcja BMQ-Specific wersji podstawowej (BMQ-PL) może być z powodzeniem stosowana wśród medyków, jednak sekcja BMQ-General wymagała pewnych zmian: pozycję G6 usunięto, a G4 przeniesiono do skali General-Harm. Usunięcie pozycji G6 było podyktowane literalnym rozumieniem sformułowania „wszystkie leki to trucizny” przez medyków w myśl zasady Paracelsusa „Omnia sunt venena…”. Przeniesienie pozycji G4 („naturalne środki lecznicze są bezpieczniejsze niż leki”) wynikało z kładzenia większego nacisku przez medyków na „bezpieczeństwo” niż na „naturalność” środków. W trakcie walidacji BMQ-PL-Med nie weryfikowano czy przekonania na temat leków osób z wykształceniem medycznym badane za pomocą BMQ-PL-Med mają związek ze sposobem przepisywania przez nich leków.

## Treść BMQ-PL
Poniżej podano treść Kwestionariusza.
Kwestionariusz Przekonań na temat Leków
I. Twoje poglądy o stosowanych przez Ciebie lekach
Chcielibyśmy zapytać Cię o Twoje osobiste poglądy na temat stosowanych przez Ciebie leków. Poniżej znajdują się stwierdzenia innych ludzi na temat leków, które stosują. Proszę, wskaż, w jakim stopniu zgadzasz się z tymi stwierdzeniami stawiając krzyżyk w odpowiednim kwadracie. Nie ma dobrych ani złych odpowiedzi. Jesteśmy zainteresowani Twoimi własnymi poglądami.
1. Moje zdrowie zależy obecnie od leków, które przyjmuję.
□ zdecydowanie zgadzam się
□ zgadzam się
□ nie jestem pewien / pewna
□ nie zgadzam się
□ zdecydowanie nie zgadzam się
2. Martwi mnie, że muszę przyjmować te leki.
...
3. Moje życie byłoby niemożliwe bez leków.
...
4. Bez moich leków byłbym bardzo chory / byłabym bardzo chora.
...
5. Czasami martwię się, jakie mogą być długofalowe skutki działania moich leków.
...
6. Moje leki są dla mnie zagadką.
...
7. W przyszłości stan mojego zdrowia będzie zależał od leków.
...
8. Leki, które przyjmuję, zakłócają moje życie.
...
9. Czasami martwię się, że mogę za bardzo uzależnić się od leków.
...
10. Leki chronią mnie przed pogorszeniem stanu zdrowia.
□ zdecydowanie zgadzam się
□ zgadzam się
□ nie jestem pewien / pewna
□ nie zgadzam się
□ zdecydowanie nie zgadzam się
II. Twoje poglądy o lekach w ogóle
Chcielibyśmy zapytać Cię o Twoje osobiste poglądy na temat leków. Poniżej znajdują się stwierdzenia innych ludzi na temat leków. Proszę, wskaż, w jakim stopniu zgadzasz się z tymi stwierdzeniami stawiając krzyżyk w odpowiednim kwadracie. Nie ma dobrych ani złych odpowiedzi. Jesteśmy zainteresowani Twoimi własnymi poglądami.
1. Lekarze przepisują zbyt wiele leków.
□ zdecydowanie zgadzam się
□ zgadzam się
□ nie jestem pewien / pewna
□ nie zgadzam się
□ zdecydowanie nie zgadzam się
2. Osoby przyjmujące leki powinny od czasu do czasu robić przerwy w ich stosowaniu.
...
3. Większość leków uzależnia.
...
4. Naturalne środki lecznicze są bezpieczniejsze niż leki.
...
5. Leki powodują więcej szkody niż pożytku.
...
6. Wszystkie leki to trucizny.
...
7. Lekarze za bardzo polegają na lekach.
...
8. Gdyby lekarze poświęcali więcej czasu pacjentom, przepisywaliby mniej leków.
□ zdecydowanie zgadzam się
□ zgadzam się
□ nie jestem pewien / pewna
□ nie zgadzam się
□ zdecydowanie nie zgadzam się